# Condado de Putnam (Nova Iorque)
O Condado de Putnam (em inglês:  Putnam County) é um dos 62 condados do estado americano de Nova Iorque. A sede do condado é Carmel, e a localidade mais populosa é Lake Carmel. Foi fundado em 1812 e seu nome é homenagem a Israel Putnam.
O condado tem uma área de 640 km², dos quais 600 km² estão cobertos por terra e 40 km² por água, uma população de 99 710 habitantes, e uma densidade populacional de 166,2 hab/km² (segundo o censo nacional de 2010).